# Adai
|  | Per a altres significats, vegeu «adais». |

Adai (també adaizan, adaizi, adaise, adahi, adaes, adees, atayos) és una llengua extingida parlada al nord-oest de Louisiana pels adais. El nom adai deriva de la paraula hadai en llengua caddo, que significa 'mala herba'. Està escassament documentada (només es coneix una llista de 275 paraules de 1804). La seva classificació és probablement impossible. Es va proposar una connexió entre l'adai i les llengües caddo per la seva proximitat, però aquesta teoria sembla poc plausible. Es considera una llengua extingida.